# Янгиров, Рашит Марванович
 Раши́т Марва́нович Янги́ров (8 ноября 1954, Уфа — 14 декабря 2008, Москва, Россия) — российский историк кино и литературовед, специалист в области кинематографа русского зарубежья. Кандидат филологических наук.

## Биография
В 1971 году поступил на исторический факультет Башкирского государственного университета (ныне Уфимский университет науки и технологий), собирался заниматься историей США, но соответствующей кафедры в БГУ (ныне Уфимский университет науки и технологий) не было, поэтому перевелся на исторический факультет МГУ, который окончил в 1977 году.
После окончания университета работал в различных музейных учреждениях Москвы: с 1978 года — в Центральном музее революции СССР, с 1981 года — в Государственном историческом музее, c 1983 года — в Республиканском центре «Росизопропаганда».
В 1985 году был утверждён соискателем по теме «Деятельность „Восток-кино“ в осуществлении ленинской национальной политики в области культуры в период строительства социализма в СССР (1917—1936 гг.)». Диссертация написана не была, но собранные материалы впоследствии вошли во многие научные работы исследователя.
Он [Р. М. Янгиров] работал очень интенсивно, у него была настоящая архивная хватка, он мог заниматься одновременно многими вещами. Его выступлений всегда ждали с большим интересом. Его вклад в булгаковедение и киноведение очевиден и со временем будет только усиливаться. Он останется в истории нашей культуры конца XX — начала XXI века.
С конца 1980-х годов Янгиров одним из первых занялся изучением русского эмигрантского кино, опубликовал о нём ряд статей и материалов в научных и справочных изданиях и вскоре стал одним из ведущих специалистов в этой области. В круг его научных интересов входили также русское дореволюционное кино и советское кино 1920-х годов, эмигрантская и советская литература 1920-х годов, прежде всего творчество М. А. Булгакова.
С 1986 по 1992 год — сотрудник Музея кино. С 1990-х годов — лектор в университетах России, Великобритании, США, Швейцарии. С 1994 по 2008 год работал в агентстве «Ассошиэйтед Пресс» («Associated Press», AP) в качестве журналиста, затем редактора московского бюро службы теленовостей.
В 2000 году в Российском государственном гуманитарном университете защитил диссертацию на соискание учёной степени кандидата филологических наук по теме «Специфика кинематографического контекста в русской литературе 1910—1920-х годов».
В 2004—2008 годах был ведущим научным сотрудником научного отдела Библиотеки-Фонда «Русское Зарубежье». 
Преподавал на факультете истории искусств Европейского университета в Санкт-Петербурге.

## Научная деятельность
…Янгирову всегда удавалось сохранять высокий уровень исследовательской рефлексии при изложении самых противоречивых сюжетов. <…> Янгиров нашёл счастливую пропорцию между публикатором и исследователем. 
Эти два начала в нём сочетались органично. Книги и статьи Янгирова живут цитатами, часто весьма пространными, но Янгиров всегда знал место цитате: она необходима, но не самодостаточна. При этом тексты Янгирова полны теми деталями, что превращают исследовательский текст ещё и в увлекательное чтение.
Р. М. Янгиров — автор более 250 научных работ по истории отечественного кино, литературы и художественной культуры XX века, опубликованных в России, Италии, Франции, США, Великобритании, Израиле, Швейцарии, Германии, Голландии и Эстонии.
Участник авторской группы по подготовке научных справочников «Немые свидетели: Русские фильмы 1908—1919» (Testimoni silenziosi: Film russi 1908—1919 / Silent Witnesses: Russian Films 1908—1919. Pordenone; London, 1989); «Кто есть кто в викторианском кино: Всемирный обзор» (Who’s Who of Victorian Cinema: A Worldwide Survey. London, 1996); «„Великий Кинемо“: Каталог сохранившихся игровых фильмов России. 1908—1919» (М., 2002); «Летопись российского кино. 1896—1929» (М., 2004); «Новейшая история отечественного кино. 1986—2000. Кино и контекст» (Т. V, VI. СПб., 2004); «Странствия мечты. Европейские актеры в Голливуде: Критический справочник» (Journeys of Desire. European Actors in Hollywood: A Critical Companion. London, 2006); «Летопись российского кино. 1930—1945» (М., 2007); автор статей и публикаций в «Тыняновских сборниках» (Рига; М., 1990—2007), исторических альманахах «Минувшее» (Париж; М.; СПб., 1990—1996), «Диаспора» (Париж; СПб., 2001—2007) и др.
Всякий раз это был праздник для слушателей, он был из тех редких людей, которые умеют думать
 у микрофона.
Член международной Ассоциации исследователей истории раннего кино (DOMITOR) и Гильдии киноведов и кинокритиков Союза кинематографистов России.
Незадолго до смерти провёл первую Международную научную конференцию «Русское кинотворчество за рубежом: люди и фильмы», приуроченную к 100-летию отечественного кинематографа (8—9 ноября 2008).

## Память
3—15 марта 2009 года в Тулузе прошла научная конференция «Образы евреев в российском и советском кино, 1910—1960-е годы», посвящённая памяти Р. М. Янгирова. 3 декабря 2009 года в Доме русского зарубежья им. А. Солженицына прошёл коллоквиум памяти Р. М. Янгирова, к которому было приурочено открытие фотодокументальной выставки «Рабы Немого», посвящённой деятельности исследователя.
В 2011 году издан сборник памяти Р. М. Янгирова. Отмечая, что «с уходом Янгирова продолжают выходить книги, над которыми он работал десятилетия», рецензент журнала «Знамя» М. Ефимов расценил этот сборник не только как «знак памяти и признания», но и как одно из продолжений «начатой Янгировым работы — многие сюжеты были начаты им либо в соавторстве, либо в разговорах с коллегами, а закончены уже без него».
12 марта 2012 года в Российском государственном гуманитарном университете состоялась Всероссийская научная конференция памяти Р. М. Янгирова.
Анализируя вклад учёного в исследование русского зарубежья, М. Ефимов отмечал:
В «Хронике» Янгиров абсорбировал громадный материал, в значительной мере — из русской эмигрантской, отечественной и иностранной периодики, из воспоминаний, дневников и архивов. <…>… Янгиров оказался первым, кто свёл воедино то, что для самих участников событий семидесяти-восьмидесятилетней давности едва ли этим единством обладало. Янгиров первым собрал и выстроил хронологическую последовательность сотен фактов из истории русского зарубежного кинематографа, до последнего времени либо малоизвестных, либо неизвестных вообще. Работа эта была бы под силу целой исследовательской группе, Янгиров же выполнил её, оставаясь «независимым исследователем».

### Книги
- Великий Кинемо: Каталог сохранившихся игровых фильмов России (1908—1919) / сост.: В. Иванова, В. Мыльникова, С. Сковородникова, Ю. Цивьян, Р. Янгиров. — М.: Новое литературное обозрение, 2002. — 568 с. — ISBN 5-86793-155-2.
- Янгиров Р. М. «Рабы Немого»: Очерки исторического быта русских кинематографистов за рубежом. 1920–1930-е годы / Рашит Янгиров. — М.: Русский путь, 2008. — 496 с. — ISBN 978-5-85887-283-2.[5][17]
- Янгиров Р. М. Хроника кинематографической жизни русского зарубежья : в 2 т. / Рашит Янгиров ; [предисл., подгот. текста З. М. Зевиной; справочн. аппарат З. М. Зевиной, Т. П. Сухман]. — М. : Книжница : Русский путь, 2010. — Т. 1: 1918—1929. — Т. 2: 1930—1980. — 544 + 640 с. — 1000 экз. — ISBN 978-5-85887-385-3.[5][18][19]
- Янгиров Р. М. Другое кино: Статьи по истории отечественного кино первой трети XX века / сост. и авт. предисл. А. И. Рейтблат. — М.: Новое литературное обозрение, 2011. — 416 с. — (Кинотексты). — ISBN 978-5-86793-858-1.[20]

### Статьи
- Янгиров, Р. М. К биографии А. А. Ханжонкова: новый ракурс // Киноведческие записки : журнал. — М., 2001. — № 55.
- Янгиров, Р. М. Даты и факты из истории русской кинематографии за рубежом: 1919—1924 Архивная копия от 4 марта 2016 на Wayback Machine
- «Синефилы» и «антисинемисты»: Полемика русской эмиграции о кинематографе в 1920-х гг. (По страницам эмигрантской прессы) / предисл. и подгот. текста Р. М. Янгирова // Ежегодник Дома русского зарубежья им. А. Солженицына, 2010. — М.: Дом русского зарубежья им. А. Солженицына, 2010. — С. 345—362. — ISBN 978-5-98854-025-0.
- Янгиров, Р. «Говорящая фильма убила актёра-иностранца…»: Материалы из  книги «Хроника кинематографической жизни русского зарубежья» / публ. подгот. З. М. Зевиной // Сеанс. — М.. — № 37/38.